# КВ Арена
Карловы Вары Арена (чеш. KV Arena) — многофункциональная арена в Карловых Варах.
Спортивная арена была открыта 19 июня 2009 года.
Арена является домашней площадкой для клуба Чешской экстралиги «Энергия».

## Крупнейшие спортивные мероприятия
- Чемпионат мира по баскетболу среди женщин — с 23 сентября по 3 октября 2010 года
- Чемпионат Европы по волейболу среди мужчин — с 10 по 18 сентября 2011 года